# 錫達鎮區 (密歇根州)
錫達鎮區（英語：Cedar Township）是位於美國密歇根州奧西歐拉縣的一個行政鎮區。

## 地方資料
錫達鎮區的面積為90.80平方千米，當中陸地面積為89.40平方千米，而水域面積為1.40平方千米。根據2020年美國人口普查的數據，當地共有人口479人，而人口密度為每平方千米5.28人。